# Sportcomplex De Damburg
Het Sportcomplex De Damburg is een sporthal gelegen in Bocholt in Belgische Limburg, die de thuishaven is van Achilles Bocholt die uitkomt in de Eerste nationale en de BENE-League.

## Sporthal
Het Sportcomplex heeft een capaciteit van 1.539 zitplaatsen op alle drie uitschuifbare tribunes, het complex heeft twee zalen worden verdeeld.

## Lijst van gebruikers
- Handbal: Achilles Bocholt
- Volleybal: Axor Bocholt